# فاتح (فیلم ۲۰۲۵)
فاتح (به انگلیسی: Fateh) یک فیلم اکشن و جنایی هندی به نویسندگی و کارگردانی سنو سود (در اولین کارگردانی خود) که توسط زی استودیوز تهیه شده است. در این فیلم سونو سود، در کنار ژاکلین فرناندز، ویجای راز، نصیرالدین شاه و دیبیندو بهتاچاریا بازی می‌کنند. فیلم داستان، یک مامور سابق بنام فاتح را دنبال می‌کند که از زندگی آرام خود بیرون می‌آید تا کل سندیکای مافیایی سایبری را نابود کند که یک دختر محلی قربانی آن شده است.
فیلم فاتح در تاریخ ۱۰ ژانویه ۲۰۲۵ اکران شد، و نقدهای متفاوتی از منتقدان دریافت کرد.

## داستان
فاتح (سنو سود)، مردی محترم با گذشته‌ای مبهم، زندگی آرامی در منطقه پنجاب دارد تا اینکه یک دختر روستایی طعمه یک سندیکای خطرناک جرایم سایبری می‌شود. فاتح با پیوستن به خوشی (با بازی ژاکلین فرناندز)، یک هکر اخلاقی، از مهارت‌های ترکیبی آنها برای افشای شبکه سراسری فریب و مبارزه برای عدالت استفاده می‌کند.

## ساخت
فیلمبرداری این فیلم در مارس ۲۰۲۳ در پنجاب آغاز شد، و در اکتبر ۲۰۲۳ به پایان رسید.

## بازخوردها
- روناک کوتچا از روزنامه تایمز هند ۳.۵ از ۵ ستاره داد.[۷]

- در آی‌ام‌دی‌بی بر اساس رای ۱۶ هزار کاربر این فیلم دارای امتیاز ۸.۲ از ۱۰ می‌باشد.